# Cooperative Engagement Capability
Cooperative Engagement Capability bezeichnet das Netzwerk zum Verbund von militärischen Sensor- und Waffensystemen. Es wird ausschließlich auf den Kampfschiffen der United States Navy eingesetzt, zumeist innerhalb von Trägerkampfgruppen. In seiner Aufgabe und Auslegung ähnelt es dem Aegis-Kampfsystem, mit dem es vernetzt werden kann.

## Beschreibung

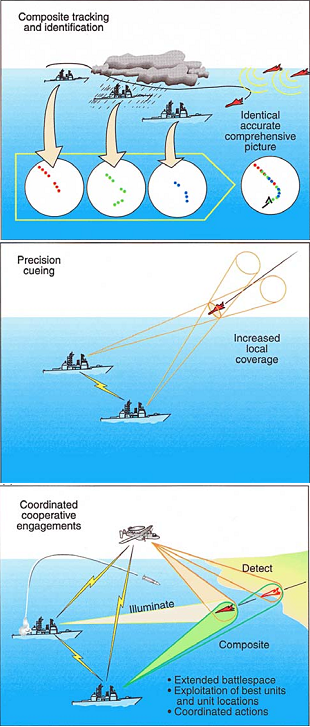
Die CEC-Modi

Das CEC-Konzept unterteilt sich in mehrere Teilbereiche, die im Folgenden beschrieben werden.

### Composite Tracking
Unter dem Einfluss natürlicher und feindlicher Störung reduziert sich die Leistung vieler Sensorsysteme, insbesondere die von Radaranlagen deutlich. Um diese Problematik zu mindern vergleicht das CEC-System die Daten aller verbundenen Sensoren und führt sie zu einem Bild zusammen. Die Rohdaten werden gewichtet zusammengeführt, so dass besonders wenig gestörte oder besonders präzise Systeme stärker in das Endergebnis einfließen.

### Precision Cueing
Mit diesem Konzept soll die Verfolgungsgenauigkeit erhöht werden, um insbesondere die Trefferwahrscheinlichkeit eigener Lenkwaffen zu erhöhen. Hierzu eignen sich vor allem Phased-Array-Radarsysteme, da diese kontinuierlich ein einzelnes Ziel verfolgen können. Konventionelle, rotierende Radare profitieren primär durch höhere Bildauffrischungs-Raten.

### Coordinated, Cooperative Engagements
Durch die Netzwerkeffekte des CEC ist es möglich, dass ein kompletter Bekämpfungsablauf von der Erfassung über die Bahnverfolgung bis zur Endphasenlenkung von mehreren unterschiedlichen Plattformen durchgeführt werden kann. Hierdurch können die Sensor- und Waffensysteme einer Kampfgruppe optimal eingesetzt werden, insbesondere wenn viele Ziele unter starkem Störeinfluss zu bekämpfen sind.

## Komponenten

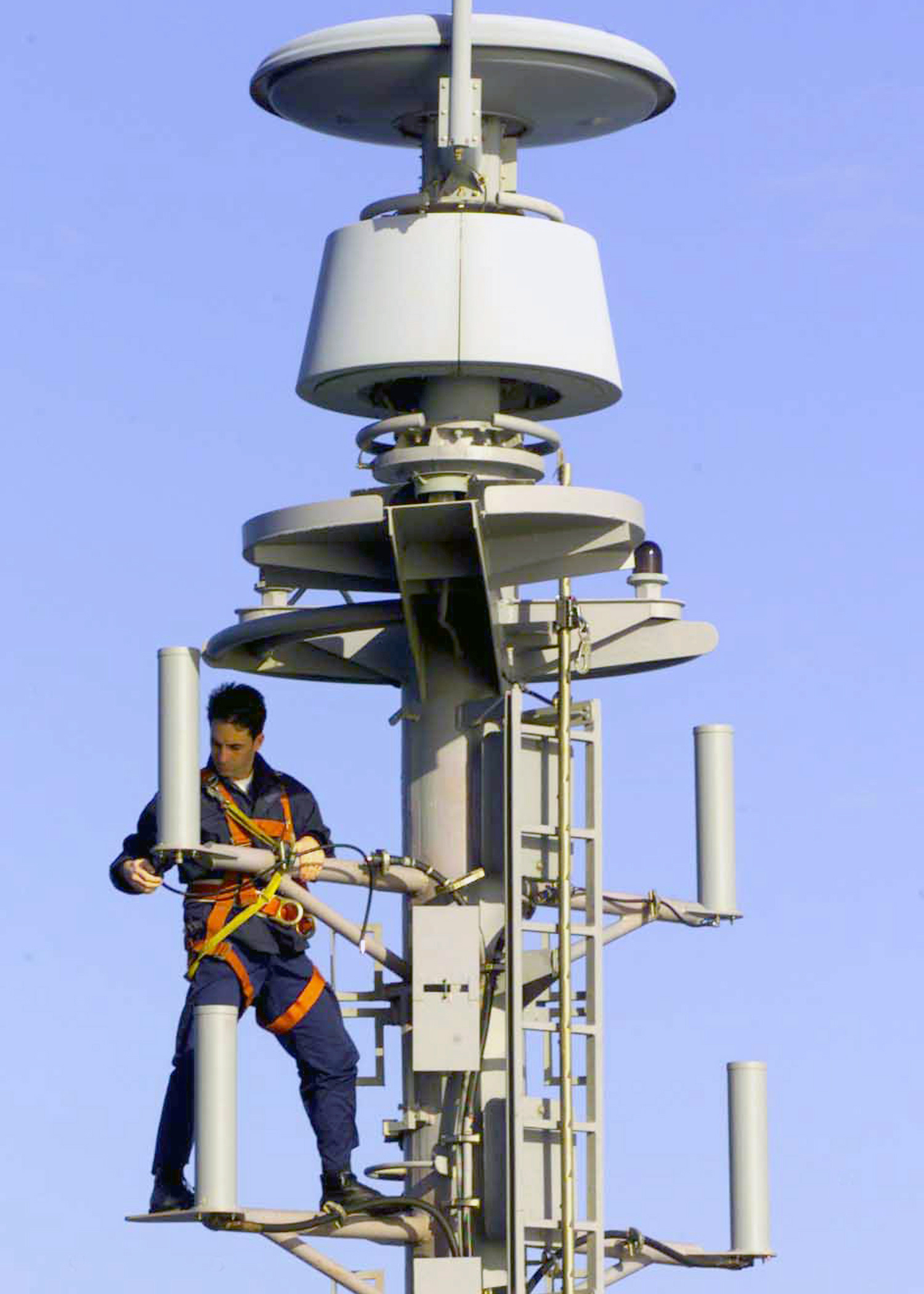
Die Antenne des Data Distribution System an Bord der Kearsarge (zylinderförmig, zweite Antenne von oben)

Um ein CEC-Netzwerk aufzubauen, ist zusätzliche Hardware an Bord der Schiffe notwendig. Um eine Verbindung zu den schiffseigenen Waffen und Sensoren aufzubauen, wird das Data Distribution System eingesetzt. Es besteht aus ca. 30 Motorola 68040-Prozessoren, welche die Daten der Schiffssysteme aufbereiten und sie bei Bedarf steuern. Zum verbesserten Schutz werden die Komponenten in verstärkten Schränken untergebracht.
Zur Übertragung der Daten zwischen den Schiffen kommt das Data Distribution System zum Einsatz. Es können auch konventionelle Datenverbindungen wie Link 11 oder Link 16 verwendet werden, allerdings sind diese deutlich weniger leistungsfähig. Es besteht aus einer Verschlüsselungseinheit, zwei Verstärkerstufen und einer Antenne. Letztere wird in Ringform an einem Standbein der Aufbauten befestigt, um eine 360° Abdeckung zu erreichen. Die Antenne besteht aus ca. 1000 Phased-Array-Elementen, was gegenüber einer konventionellen Antenne deutliche Vorteile bringt. So werden keine wartungsintensiven beweglichen Teile verbaut, da die Ausrichtung des Antennenstrahl elektronisch erfolgt. Dies führt zu einer starken Richtwirkung und sehr geringen Nebenkeulen. Hierdurch steigt zum einen die Datenrate bei gleicher Sendeleistung deutlich an, zum anderen wird feindlichen Kräften die Aufklärung (SIGINT) und Störung (EloGM) der Netzwerkverbindung massiv erschwert. Dies wird zusätzlich auch durch Frequenzspreizung und Verschlüsselung erreicht. Gesendet wird im Frequenzbereich von 0,5 bis 1 GHz.

## Integration

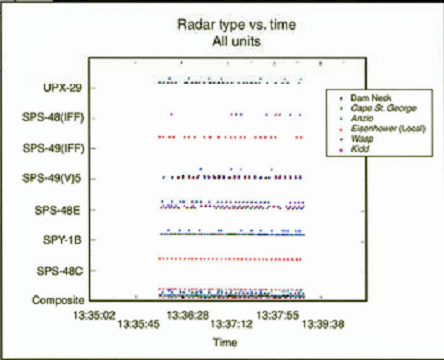
Demonstration der Datenfusion während eines Systemtests innerhalb einer Trägerkampfgruppe

In das CEC-System können unter anderem folgende Komponenten integriert werden:
Kampfsysteme
- Aegis-Kampfsystem
- Ship Self Defense System
- Advanced Combat Direction System
- Naval Tactical Data System

Radaranlagen
- AN/SPY-1
- AN/SPS-48
- AN/SPS-49
- AN/SPG-51
- Mk-23
- AN/UPX-29 (IFF)
- AN/APS-138 (luftgestütztes Radar, P-3 Orion)

Schiffsklassen
- Nimitz-Klasse (nachgerüstet auf allen Schiffen)
- Arleigh-Burke-Klasse (Serienmäßig ab Flight IIA, nachgerüstet auf allen anderen Schiffen)
- Ticonderoga-Klasse (nachgerüstet mit Baseline 2-Modernisierung auf allen Schiffen)
- Wasp-Klasse (nachgerüstet auf allen Schiffen)
- San-Antonio-Klasse
- Zumwalt-Klasse
- Freedom-Klasse
- Independence-Klasse

Flugzeuge
- F/A-18 Hornet (via Link 16)
- E-2C Hawkeye 2000
- P-3 Orion